# Чукотское море
Чуко́тское мо́ре (англ. Chukchi Sea) — окраинное море Северного Ледовитого океана, расположено между Чукоткой и Аляской. На западе проливом Лонга соединяется с Восточно-Сибирским морем, на востоке в районе мыса Барроу соединяется с морем Бофорта, на юге Берингов пролив соединяет его с Беринговым морем Тихого океана. Через акваторию моря проходит линия перемены дат.

## История и этимология
В 1648 году Семён Дежнёв от устья реки Колыма прошёл по морю до реки Анадырь. В 1728 году экспедиция Витуса Беринга и в 1779 году капитан Джеймс Кук прошли в море из Тихого океана.
В 1928 году в ходе гидрографических наблюдений норвежский полярный исследователь Х. Свердруп обнаружил, что море, лежащее между мысом Барроу и о. Врангеля по своим природным условиям сильно отличается от моря между Новосибирскими островами и о. Врангеля и поэтому должно быть выделено из состава Восточно-Сибирского моря. Вновь выделенное море было решено назвать Чукотским по народу, населяющему Чукотский полуостров. Официально название утверждено в 1935 году.

## Физико-географическое положение
Площадь 595 тыс. км². 56 % площади дна занимают глубины менее 50 м, максимальная глубина 1256 метров. Температура воды летом от 4 до 12 °C, зимой от −1,6 до −1,8 °C. Береговая линия изрезана слабо. Заливы: Колючинская губа, Коцебу, бухта Шишмарёва. С октября-ноября по май-июнь море покрыто льдами.
Рек в Чукотское море впадает мало, самые крупные — Амгуэма и Ноатак. В море находятся острова Врангеля, Геральд, Колючин.
По Чукотскому морю проходит трасса Северного морского пути.
Рыболовство
Имеет местный характер, как и промысел зверя. Добывают гольца, полярную треску, тюленей, нерп. С 2021 года российские компании по согласованию с Росрыболовством ведут в Чукотском море промышленный вылов минтая в объёмах, несопоставимых с выловом в Беринговом и Охотском морях. По данным рыбохозяйственной науки, возможна также промышленная добыча краба стригуна-опилио.
Крупные порты
Уэлен (Россия), Уткиагвик (США).

### Рельеф дна
Чукотское море расположено на шельфе с глубинами 40—60 метров. Встречаются отмели с глубинами до 13 метров. Дно прорезано двумя каньонами: каньоном Геральда с глубиной до 90 метров и каньоном Барроу с максимальной глубиной 160 метров (73°50′ с. ш. 175°25′ з. д.).
Дно моря покрыто рыхлым илом с песком и гравием.

### Побережье
На материковом побережье российской части Чукотского моря находится множество лагун, которые составляют около половины протяженности всей береговой линии и протягиваются почти непрерывно от мыса Якан на северо-западе до Колючинской губы на юго-востоке. Крупнейшими из них являются Каныгтокынманкы, Эръокынманкы, Тэнкэргыкынмангкы, Ръыпильгын и Нутевъи.

## Гидрография

### Гидрологический режим
Гидрологический режим Чукотского моря определяется взаимодействием холодных арктических вод и поступающих через Берингов пролив более тёплых вод Тихого океана, суровыми климатическими условиями, поступлением плавучих льдов с севера и запада.

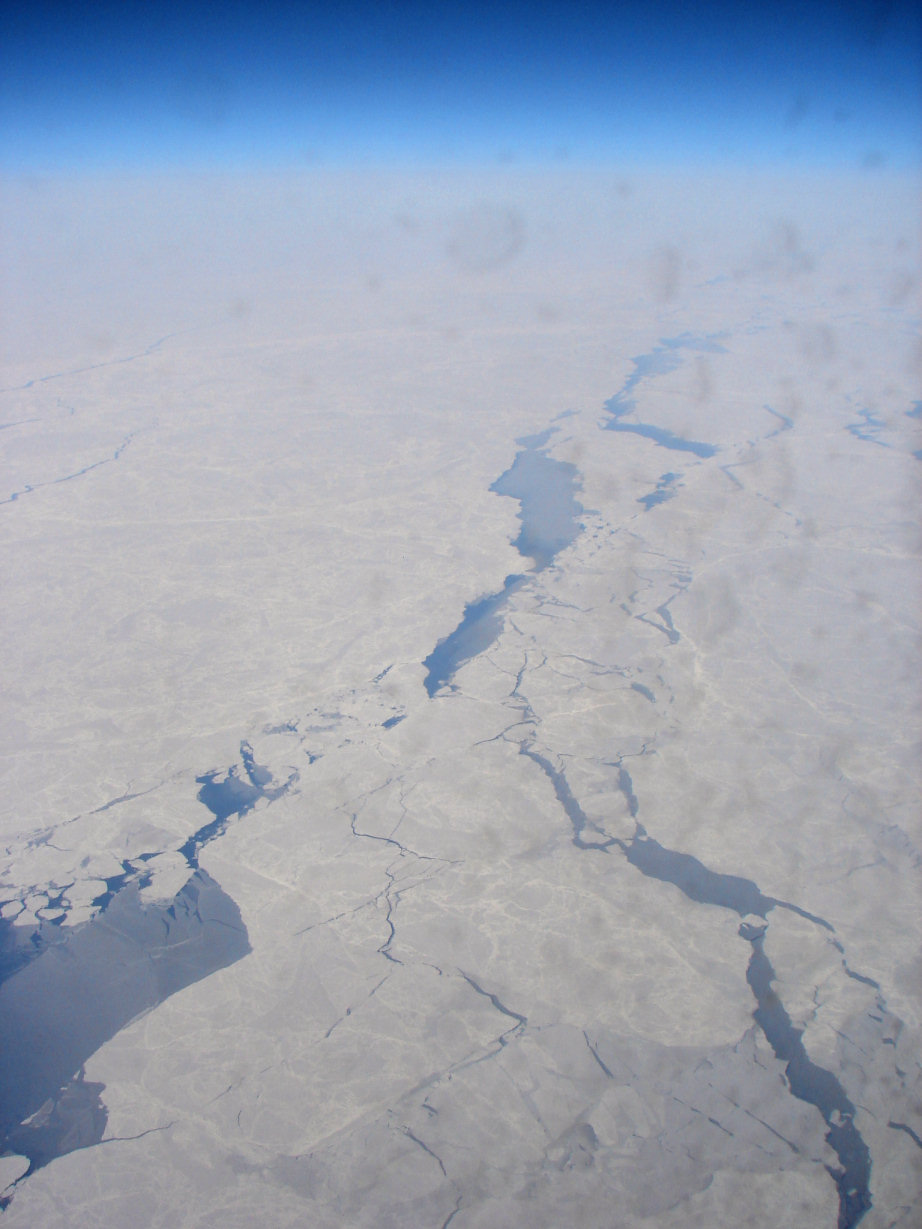
Чукотское море между Чукоткой и Аляской

Аляскинское течение проходит в Чукотское море через Берингов пролив со скоростью воды до 2 метров в секунду, поворачивая в море на север к берегам Аляски. В районе острова Лисборн от Аляскинского течения ответвляется западный поток к острову Врангеля. Помимо аляскинского, имеется течение, которое через пролив Лонга приходит из Восточно-Сибирского моря и несёт свои холодные воды вдоль берега Чукотского полуострова. Летом проявляется антициклоническая циркуляция на запад, особенно на севере моря, но штормовые ветры сильно влияют на его характер и силу.
Сильный ветер в осенний период способствует возникновению волн высотой до 7 метров, зимой с образованием ледяного покрова волнение слабеет. В летний период волнение меньше из-за уменьшения штормовой активности. В Чукотском море отмечаются сильные сгонно-нагонные явления, когда под влиянием штормовых ветров уровень моря повышается на 3 метра и более.
Приливы в море незначительные: средняя величина приливов около 15 сантиметров.
Почти весь год море покрыто льдами. Тёплое Аляскинское течение приводит к очищению южной части моря ото льда на 2-3 месяца в тёплый период года. Холодное течение из Восточно-Сибирского моря приносит с собой много льда к побережью Чукотки. В условиях более холодного климата XIX-XX веков север моря был покрыт многолетними льдами толщиной более 2 метров.

### Температурный режим

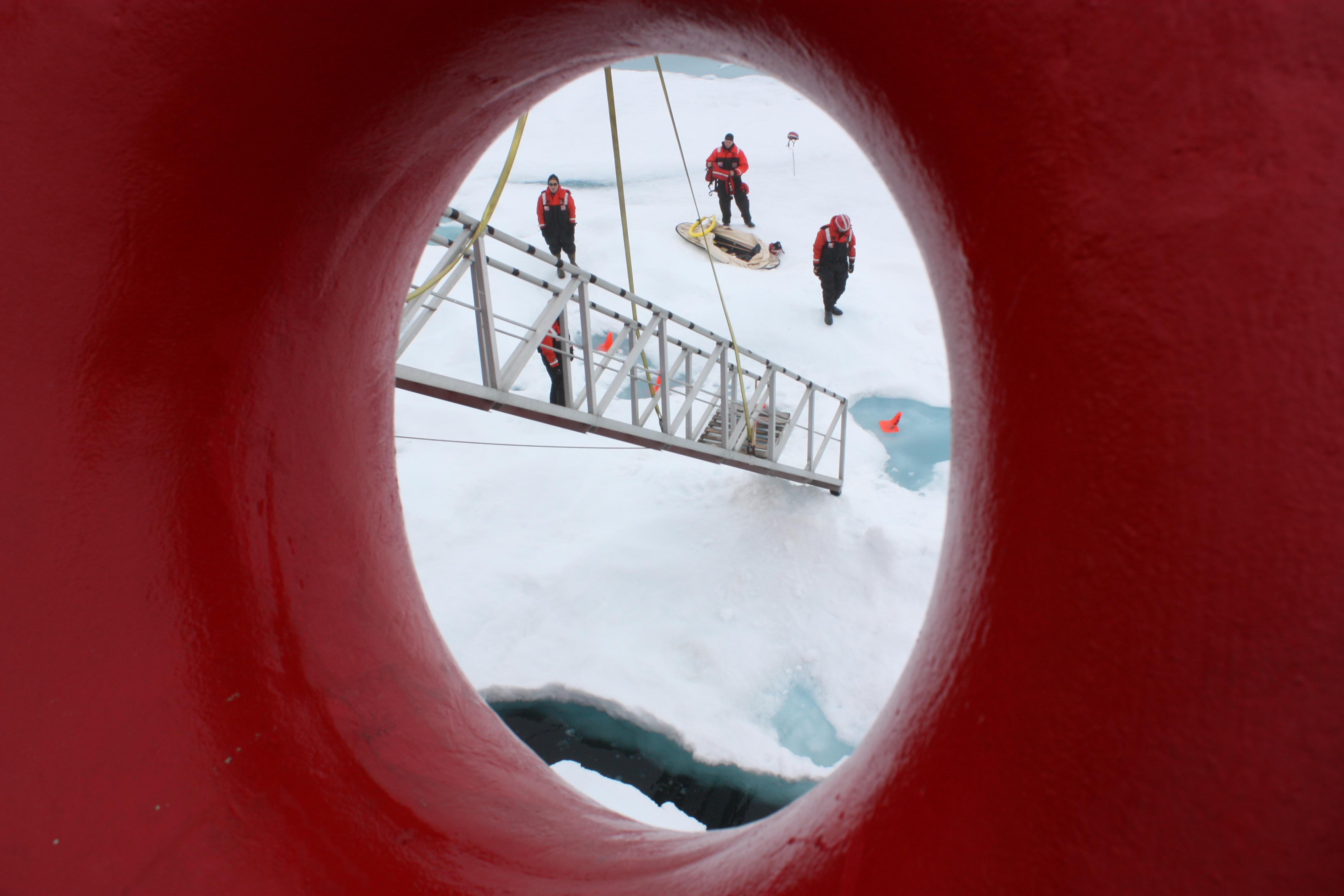
Учёные на морском льду в Чукотском море

В районе Берингова пролива температура воды летом поднимается до 12 °C. По мере продвижения на север температура падает до отрицательных значений. Зимой температура воды почти достигает температуры замерзания (−1,7 °C). С глубиной температура воды понижается, но в восточной части моря летом она остаётся положительной до самого дна. Температура воды на поверхности зимой −1,8 °C, летом от 4 до 12 °C.

### Солёность
Зимой характерна повышенная солёность (около 31—33 ‰) подлёдного слоя воды. В летний период солёность меньше, увеличивается с запада на восток от 28 до 32 ‰. У тающих кромок льдов солёность меньше, минимальна она у устьев рек (3—5 ‰). Обычно с глубиной солёность увеличивается.

## Фауна
Белые медведи, обитающие во льдах Чукотского моря, относятся к одной из пяти генетически различающихся популяций этого вида.
Также обитают тюлени, моржи, киты. Из рыб — дальневосточная навага, хариус, арктический голец, полярная треска. Летом берега покрывают птичьи базары. Встречаются утки, гуси, чайки и др. птицы.
На островах Врангеля и Геральд расположен арктический заповедник, являющийся основным местом размножения белых медведей и моржей.

## Полезные ископаемые
По оценкам шельф Чукотского моря содержит до 30 млрд баррелей нефти. В феврале 2008 года правительство США объявило об успешном проведении торгов по проведению добычи (итоговая цена 2,6 миллиарда долларов США). Торги критиковались защитниками окружающей среды.
В шельфовой зоне Чукотского моря имеются промышленные запасы россыпного золота.